# Kärkölä
Kärkölä es un municipio de Finlandia localizado en la provincia de Päijänne Tavastia. Tiene una población estimada, a fines de febrero de 2022, de 4241 habitantes.
Está rodeado por los municipios de Hausjärvi, Hollola, Mäntsälä y Orimattila.
El idioma oficial es el finlandés.